# Ariel the Little Mermaid
 (octobre 2019).
Si vous disposez d'ouvrages ou d'articles de référence ou si vous connaissez des sites web de qualité traitant du thème abordé ici, merci de compléter l'article en donnant les références utiles à sa vérifiabilité et en les liant à la section « Notes et références ».
Ariel the Little Mermaid (Ariel la petite sirène) est un jeu vidéo tiré du film La Petite Sirène des studios Disney, développé par BlueSky Software et édité par Sega en 1992 sur Mega Drive, Game Gear et Master System. Le jeu permet au joueur de contrôler Ariel, la protagoniste du film, ou le roi Triton, son père, pour détruire la sorcière des mers Ursula.

## Système de jeu
Pour terminer les niveaux, il suffit de secourir des petites victimes qui sont dans différents endroits du niveau (Les victimes sont toujours au même endroit). Le joueur doit aussi détruire quelques monstres tels que des crabes ou des anguilles. Des alliés comme Sébastien et Polochon peuvent être appelés à la rescousse pour venir en aide au joueur durant un petit moment.